# Иванов, Леонид Иванович (гребец)
Леонид Иванович Иванов (27 августа 1938, Ленинград — 13 июля 2019) — советский гребец и тренер. Мастер спорта СССР (1960).
Выступал за общество «Труд» и гребной клуб «Красное Знамя». Его тренером был В. Г. Макаров. Побеждал на международном турнире в честь 100-летия отечественного гребного спорта в восьмерке.
Дважды становился чемпионом СССР (1953, 1961) и четырежды становился призёром советского чемпионата (1954, 1959, 1961, 1962).
Представлял Советский Союз на Олимпийских игр 1960 года в Риме, где соревновался в восьмёрке. Кроме Иванова в составе экипажа были Лоренцсон, Баленков, Баринов, Богачев, Дундур, Горохов, Гомолко и Малик.
Тренировал «Красное Знамя» (1964—1967) и СКА (1967—1968). Являлся преподавателем Ленинградского механического института (1968—1970) и Ленинградского государственного педагогического института имени А. И. Герцена (с 1970 года).
В качестве тренера подготовил А. Федорова и В. Смолева (чемпионы Европы), а также П. Чернова и В. Приедиенса (призёры чемпионата СССР).
Похоронен на Северном кладбище.